# 松本市立みつば保育園
松本市立みつば保育園(まつもとしりつみつばほいくえん)は長野県松本市にある公立の保育所である。

## 概要

### 設備
広々としていて、運動会などが開催される園庭と未満児用の園庭の2つがある。他にも大きな常設プールや遊戯室、多目的ホールなどがある。駐車場はおよそ50台の自動車を収容できる。

### 定員
未満児53人3歳児60人4歳児60人5歳児62人計235名(令和7年度4月現在)

## アクセス
・アルピコ交通上高地線下島駅より徒歩14分